# Gustav Adolf Sjöberg
Gustav Adolf Sjöberg, född 22 mars 1865 i Söderfors, död 31 oktober 1937 i Kolsva, var en svensk sportskytt.
Han blev olympisk silvermedaljör 1908.